# Norakert (Gegharkunik)
Norakert – wieś w Armenii, w prowincji Gegharkunik. W 2011 roku liczyła 1015 mieszkańców.